# ماريا هوليك
ماريا هوليك (باليابانية: まりあ†ほりっく، بالروماجي: Maria†Horikku) (بالإنجليزية: Maria†Holic)‏ هي سلسلة مانغا يابانية من تأليف ورسم ميناري إيندو، نشرت من قبل ميديا فاكتوري في مجلة كومك ألايف الشهرية، في 27 يونيو عام 2006 حتى 27 نوفمبر عام 2014، وتكونت من 14 مجلدًا. أنتجت إلى أنمي تلفزيوني من قبل استوديو شافت، عرض الأنمي في 5 يناير عام 2009 واستمر عرضه حتى 23 مارس عام 2009، وتكون من 12 حلقة. عرض الموسم الثاني من الأنمي في 8 أبريل عام2011 واستمر عرضه حتى 24 يونيو عام 2011، وتكون من 12 حلقة.

## القصة
تدور أحداث القصة عن كاناكو مياماي هي فتاة في المدرسة الثانوية، خلال السنة الثانية من المدرسة الثانوية، تنتقل إلى مدرسة داخلية للفتيات لتبحث عن حب حياتها.

## الشخصيات
كاناكو ميامي (باليابانية: 宮前 かなこ، بالروماجي: Miyamae Kanako)
مؤدية الصوت: أسامي سانادا
ماريا شيدو (باليابانية: 祇堂 鞠也، بالروماجي: Shidō Mariya)
مؤدية الصوت: يو كوباياشي
ماتسوريكا شينوجي (باليابانية: 汐王寺 茉莉花، بالروماجي: Shinōji Matsurika)
مؤدية الصوت: مارينا إينوي
نانامي كيري (باليابانية: 桐 奈々美، بالروماجي: Kiri Nanami)
مؤدية الصوت: أكمي كاندا
ساتشي موموي (باليابانية: 桃井 サチ، بالروماجي: Momoi Sachi)
مؤدية الصوت: ريوكو شينتاني
يوزورو إيناموري (باليابانية: 稲森 弓弦، بالروماجي: Inamori Yuzuru)
مؤدية الصوت: ساوري غوتو
ريوكين إيشيما (باليابانية: 石馬 隆顕، بالروماجي: Ishima Ryūken)
مؤدية الصوت: يوكو كايدا
دورم ليدير (باليابانية: 寮長先生، بالروماجي: Ryōchō-sensei)
مؤدية الصوت: ميوكي ساواشيرو
أياري شيكي (باليابانية: 志木 絢璃، بالروماجي: Shiki Ayari)
مؤدية الصوت: ميو ماتسوكي
ماكي ناتسورو (باليابانية: 菜鶴 真紀، بالروماجي: Natsuru Maki)
مؤدية الصوت: إيرينو هازوكي
شيزو شيدو (باليابانية: 祇堂 静珠، بالروماجي: Shidō Shizu)
مؤدية الصوت: أيا هيرانو
تويتشيرو كاناي (باليابانية: 鼎 藤一郎، بالروماجي: Kanae Tōichirō)
مؤدي الصوت: توموكازو سوغيتا
هونوكا تسوتسوي (باليابانية: 筒井穂佳، بالروماجي: Tsutsui Honoka)
مؤدية الصوت: هاتسومي تاكادا
فومي كوماغاي (باليابانية: 熊谷 芙美، بالروماجي: Kumagai Fumi)
مؤدية الصوت: ميغومي تويوغوتشي
ريندو شينوجي (باليابانية: 汐王寺 竜胆، بالروماجي: Shinōji Rindo)
مؤدي الصوت: نوبوهيكو أوكاموتو

## وصلات خارجية
- ماريا هوليك على موقع ANN manga (الإنجليزية)